# Альбрехт I (маркграф Бранденбургу)
Альбрехт I Бранденбурзький (нім. Albrecht I. von Brandenburg), також Альбрехт Ведмідь (нім. Albrecht der Bär), Альбрехт Балленштедтський (нім. Albrecht von Ballenstedt; бл. 1100 — 1170, імовірно Штендаль) — граф з роду Асканіїв, засновник Бранденбурзької марки і перший маркграф Бранденбурга. Альбрехт зробив значний внесок у колонізацію східних земель (див. Хрестовий похід проти слов'ян).

## Життєпис

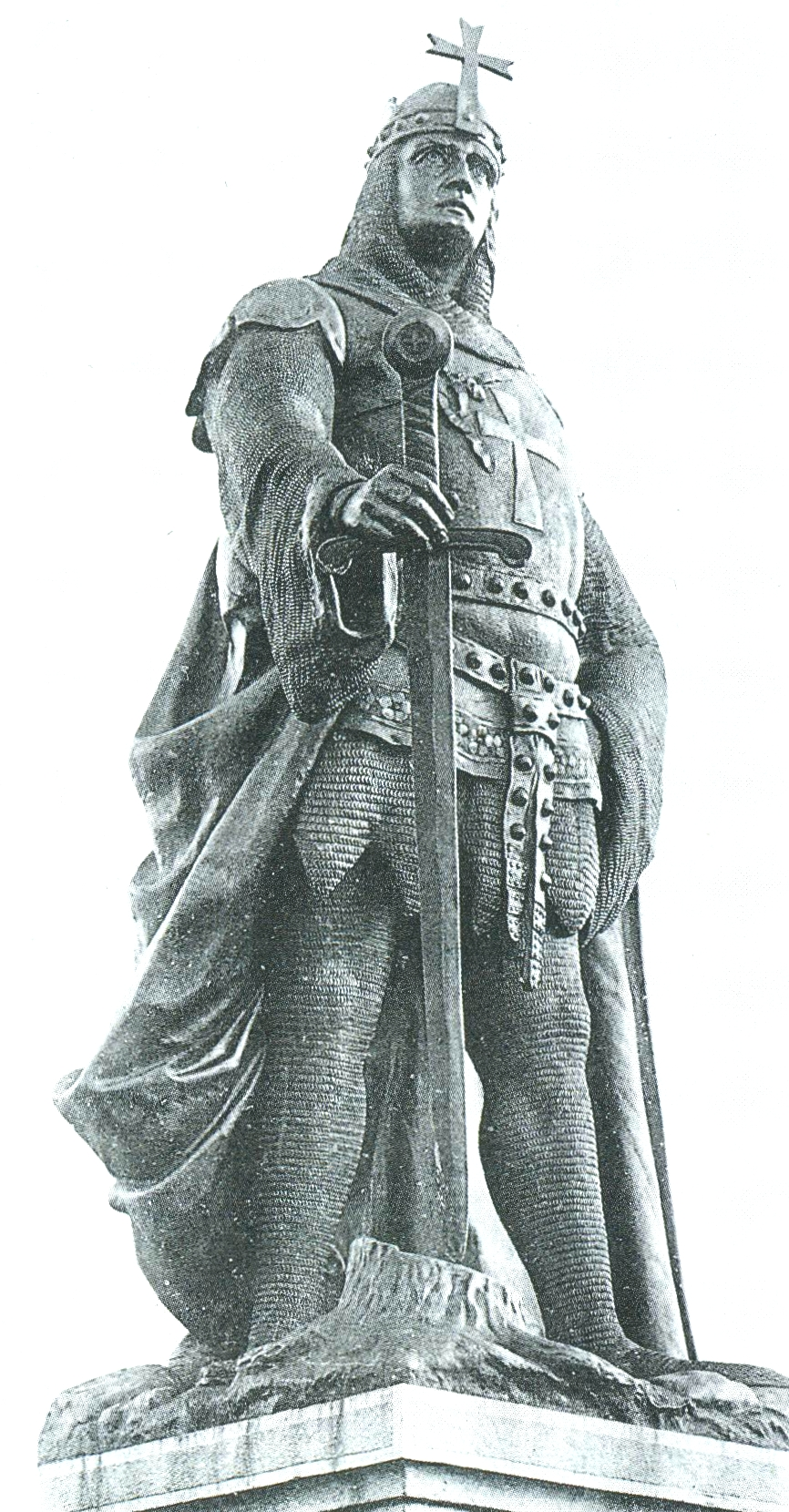
Пам'ятник Альбрехтові

Походив з саксонського шляхетського роду графів Балленштедтів з Швабенгау. Син Оттона, графа Балленштедта, 1-го графа Асканії, та Айліки з династії Біллунгів (доньки Магнуса, герцога Саксонії).
1123 року після смерті батька успадкував Лужицьку марку, графства Балленштедт, Асканії. 1133 року успадкував графство Верцбург[уточнити] і округ Зальцведель. 1134 року стає правителем Північної марки. Його всиновив Прібіслав-Генріх, князь стодорян. 1138 року як союзник короля Конрада III Гогенштауфена проти герцога Генріха X Вельфа отримав від Гоенштауфена герцогство Саксонське (до 1142 року).
1140 року його син Оттон був оголошений спадкоємцем Гаволянського (Стодорянського) князівства. В тому ж році сам Альбрехт успадкував графство Веймарське. 1147 року після походу заснував Передню марку (Пригніц). 1150 року після смерті Прібіслав-Генріха його князівство було зайнято Альбрехтом, де утворено Середню марку. Продовжив загарбницьку політику, на землях лютичів заснував Уккермарку і Нову марку, які стали частинами Бранденбурзького маркграфства. Втім внаслідок повстання на чолі із Ячко ці володіння було втрачено. У 1157 року відновив тут владу, заснувавши місто Бранденбург, від якого походить назва марки. При Альбрехті Бранденбурзькому марка увійшла до складу Священної Римської імперії.
З 1157 року впроваджував активну колонізаторську політику на своїх землях. Особливо багато поселенців прибувало з графств Голландія, Зеландія і Фландрія, герцогств Вестфалія й Саксонія. Водночас продовжував приборкувати слов'янські племена. Це вдалося лише на початку 1160-х років. 1164 року остаточною резиденцією обирає Бранденбург. Того ж року маркграфство суттєво постраждало внаслідок надзичайно потужної повені. У відновленні господарства суттєву роль відіграли голландські та зеландські колоністи. Помер 1170 року. Владу успадкував син Отто I.